# Prakwice
Prakwice (niem. Prökelwitz) – osada w Polsce położona w województwie pomorskim, w powiecie sztumskim, w gminie Dzierzgoń. Wieś jest siedzibą sołectwa, w którego skład wchodzi również miejscowość Pachoły.
Do końca 1999 roku w gminie Stary Dzierzgoń.

## Historia
Wieś wzmiankowana w 1312 r. pod nazwą Praterwicz. W 1382 nazwę wsi w dokumentach zapisano jako Preyterwicz.
W XV wieku Prakwice należały do Gabriela Bażyńskiego, dowódcy rycerstwa ziemi dzierzgońskiej w Związku Pruskim. W okresie późniejszym wieś była w posiadaniu zniemczonej rodziny pruskiej – Projków (von Proeck). W 1736 wieś nabył burgrabia Krzysztof Dohna. W połowie XIX w. dobra prakwickie obejmowały ponad 4000 ha i skupiały 9 folwarków oraz jedną wieś pańszczyźnianą. W 1904 r. w wyniku uwłaszczenia chłopów od majoratu odłączyła się wieś Stare Miasto. W tym czasie do dóbr przyłączono dwór Kielmy, folwark Nowy Młyn i fragmenty Lasu Zakręckiego. W tym czasie dobra obejmowały 1056 ha lasów oraz folwarki: Adamowo, Ględy, Kielmy, Królikowo, Mokajny, Nowy Młyn, Pachoły, Pogorzele, Wólka Prakwicka, Zakręty, Zamek, Zapiecki (łącznie ponad 3000 ha).
Szkoła w Prakwicach została założona na początku XIX w. Wcześniej dzieci uczęszczały do szkoły we wsiach: Pachoły (założona w 1730) lub Pacholin.
W 1782 r. we wsi było 9 domów, w 1817 – 5 i 62 mieszkańców, w roku 1858 – 8 i 200 mieszkańców. W 1939 r. gmina Prakwice liczyła 137 gospodarstw domowych i 520 mieszkańców.
W końcu XVII w. Johann Ernst von Wallenrod wybudował pałac myśliwski, który następnie przeszedł w ręce rodu von Dohna. W latach 1884–1906 w pałacu gościł często na polowaniach cesarz Wilhelm II. Obecnie ruiny barokowego pałacu otacza zaniedbany park krajobrazowy, w którym znajduje się kolekcja głazów z wykutymi na nich sukcesami myśliwskimi dawnego właściciela.
Brzozowy Staw (niem. Birken Teich) – staw o powierzchni około 2,5 ha, znajdujący się na skraju Królikowskiego Lasu, na południe od Prakwic.
Wólka Prakwicka – w 1973 r. wymieniana jako kolonia.
W latach 1975–1998 miejscowość administracyjnie należała do województwa elbląskiego.
We wsi był przystanek kolejowy Prakwice.

## Zabytki

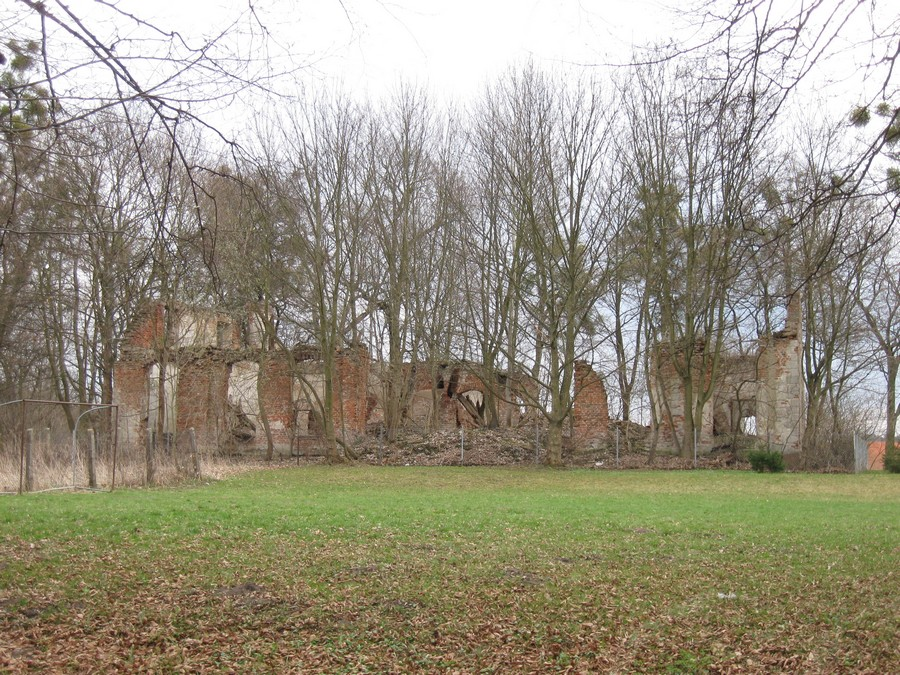
Ruiny pałacu

Według rejestru zabytków NID na listę zabytków wpisane są:
- zespół dworski, poł. XVIII, 2 poł. XIX, nr rej.: A-21 z 24.06.1949 :
  - dwór (dec. pałac), obecnie ruina
  - park, nr rej.: A/21 z 15.02.1978
  - fragment parku z 3 piwnicami-lodowniami, nr rej.: A-21 z 19.11.2019
  - dawna szkoła, obecnie dom mieszkalny, 1 ćw. XIX, nr rej.: A-1388 z 15.06.1993
  - dawna kuźnia, obecnie sklep, 1 ćw. XIX, nr rej.: A-1386 z 14.06.1993